# Rhynchosaurus
Rhynchosaurus – rodzaj archozauromorfa należący do grupy rynchozaurów. Jego przedstawiciele żyli w środkowym triasie na terenie dzisiejszej Europy. Obejmuje dwa gatunki: Rhynchosaurus articeps, będący gatunkiem typowym rodzaju, oraz Rhynchosaurus brodiei. Michael J. Benton opisał także trzeci gatunek, R. spenceri, jednak jest on obecnie uznawany za należący do odrębnego rodzaju Fodonyx.
Były to niewielkie zwierzęta – R. articeps osiągał długość około 0,5 m, z czego 6–8 cm przypadało na czaszkę. R. brodiei był nieco większy – dorastał do 60 cm długości. Typowa czaszka przedstawicieli tego gatunku mierzyła 9 cm długości, jednak mogła osiągać do 14 cm. Oba gatunki znane są z licznych, często kompletnych szkieletów: R. articeps – co najmniej 17 osobników, R. brodiei – około 15. Gatunki te są ze sobą blisko spokrewnione, choć nie ma pewności, czy tworzą klad, do którego nie należałyby również rynchozaury zaliczane do innych niż Rhynchosaurus rodzajów. Ezcurra, Montefeltro i Butler (2016) ustanowili R. brodiei gatunkiem typowym odrębnego rodzaju Langeronyx.